# Daraa
Daraa (tiếng Ả Rập: درعا), cũng gọi là Darʿā, Dara'a, Deraa, Dera ("pháo đài") và  Derʿā, là một thành phố ở tây nam Syria, gần biên giới với Jordan. Thành phố có tổng dân số xấp xỉ 77.203 người. Thành phố cũng là thủ phủ của Bang Daraa, về mặt lịch sử là một phần của vùng Hauran cổ. Thành phố nằm cách 100 kilômét (62 mi) về phía nam của thủ đô Damas theo tuyến đường quốc lộ Damas-Amman, và là một trạm dừng chân cho du khách.
Daraa là một đô thị cổ, được đề cập trong các bản viết bằng chữ tượng hình Ai Cập vào thời kỳ Pharaoh Thutmose III giữa các năm 1490 và 1436 TCN. Thành phố lúc đó được gọi là Atharaa. Daraa hiện nay đang phải trải qua những khó khăn về về vấn đề tài nguyên nước. Thành phố này được thế giới chú ý với những cuộc biểu tình chống chính phủ trong năm 2011